# Objecte de seducció
Objecte de seducció (títol original: The Object of Beauty) és una pel·lícula estatunidenca dirigida per Michael Lindsay-Hogg estrenada l'any 1991. Ha estat doblada al català.

## Argument
Jake i Tina viuen en parella per sobre dels seus mitjans en un gran hotel de Londres. Ell és corredor de borsa i espera cobrar amb una operació de transport de cacau bloquejat per esdeveniments polítics al país de producció. La situació es degrada quan la seva targeta de crèdit és rebutjada i quan els xecs retornen impagats. La direcció de l'hotel ordena la parella de pagar, però cada vegada, aconsegueix retardar el termini tot sabent que no podrà fer perdurar aquesta situació. Tina té llavors una idea, té una petita escultura de Henry Moore que li va donar el seu ex i que està assegurada. La idea és doncs de confiar l'estatueta a una amiga i estafar l'asseguradora.
Però un matí Jenny, una empleada sorda i muda de l'hotel s'enamora de l'estatueta i la roba. Aquesta desaparició provoca una crisi a la parella de Jake i Tina, cadascú està persuadit que l'altre l'ha amagat sense dir-ne res. El germà de Jenny descobreix l'estatueta i prova de revendre-la, però ningú no la vol; acaba per tirar-la al mig d'un munt d' immundícies. Tina i Jake, cadascú pel seu costat pregunten als amics per saber qui pot tenir l'estatueta. El detectiu de l'hotel no troba res i l'assegurança fa passar una nota prometent una prima al que informi sobre l'objecte. Jenny, espantada per les proporcions presa per l'afer, restitueix l'estatueta dipositant-la d'amagat a la tauleta de nit de Jake.

## Repartiment
- John Malkovich: Jake
- Andie MacDowell: Tina
- Lolita Davidovich: Joan
- Rudi Davies: Jenny
- Joss Ackland: M. Mercer
- Bill Paterson: Victor Swayle
- Ricci Harnett: Steve
- Peter Riegert: Larry
- Jack Shepherd: M. Slaugther
- Roger Lloyd-Pack: Frankie